# Deborah Mitford
Deborah Vivien Cavendish (Asthall Manor, Oxfordshire, 31 de marzo de 1920 - 24 de septiembre de 2014), duquesa de Devonshire, nacida como Deborah Vivien Freeman-Mitford, fue la más joven de las famosas hermanas Mitford.

## Biografía
Nacida en Asthall Manor de Oxfordshire, como hija del 2.º barón Redesdale y su esposa Sydney, hija de Thomas Bowles MP, fue conocida como "Debo" dentro de su familia. El año 1941 se casó con Lord Andrew Cavendish en la iglesia de San Bartolomé el Grande en Londres, segundo hijo de Edward Cavendish, 10.º duque de Devonshire y Lady Mary Alice Gascoyne-Cecil. Lord Andrew Cavendish era el segundo en la línea de sucesión al ducado de Devonshire, pero después de la muerte de su hermano, William Cavendish, marqués de Hartington (casado con Kathleen Kennedy, hermana del futuro presidente John F. Kennedy), durante la Segunda Guerra Mundial, él se convirtió así en heredero y como tal marqués de Hartington. En 1950, el padre de Lord Hartington fallecía y él se convertía en 11.º duque de Devonshire.
El matrimonio Devonshire tuvo seis hijos, de los cuales dos fallecieron poco después de nacer: Mark Cavendish (nacido y fallecido en 1941), Lady Emma Cavendish (1943), Peregrine, 12.º duque de Devonshire (1944), Lord Victor Cavendish (nacido y fallecido en 1947), Lady Mary Cavendish (nacida y fallecida en 1953) y Lady Sophia Louise Sydney Cavendish (1957).
Por su hija mayor, Lady Emma, es abuela de la modelo Stella Tennant y tía, por su hermana Diana Mitford (mujer de  Sir Oswald Mosley), de Max Mosley, expresidente de la Federación Internacional del Automóvil.
La duquesa, junto a su esposo, se convertiría en la personalidad pública más importante en Chatsworth House, residencia de la que escribió numerosos libros.
En 1999, fue nombrada dama comendadora de la Real Orden Victoriana (DCVO) por la reina Isabel II por sus servicios al Royal Collection Trust. En el 2004, después de la muerte de su esposo, se convirtió en duquesa viuda de Devonshire.

## Libros publicados
- The Estate, a View from Chatsworth (1990)
- The Garden at Chatsworth (1999)
- Chatsworth: The House (2002)